# Ловиц, Дэниел
Дэ́ниел Ха́рри Ло́виц (англ. Daniel Harry Lovitz; 27 августа 1991, Уайндмур, Пенсильвания, США) — американский футболист, левый защитник клуба «Нэшвилл» и сборной США.

## Карьера

### Молодёжная карьера
Во время обучения в Илонском университете в 2010—2013 годах Ловиц играл за университетскую футбольную команду в NCAA.
В периоды летних межсезоний в колледжах 2012 и 2013 годов выступал за команду «Каролина Динамо» в Премьер-лиге развития USL.

### Клубная карьера
16 января 2014 года на Супердрафте MLS Ловиц был выбран во втором раунде под общим 24-м номером клубом «Торонто». 17 марта «Торонто» отправил Ловица в аренду в аффилированный клуб лиги USL Pro «Уилмингтон Хаммерхэдс». Его профессиональный дебют состоялся в матче «Уилмингтон Хаммерхэдс» против «Харрисберг Сити Айлендерс» 5 апреля. 12 апреля в матче против «Питтсбург Риверхаундс» он забил свой первый гол в карьере. За «Торонто» Ловиц дебютировал 14 мая во втором матче полуфинала Первенства Канады 2014 против «Ванкувер Уайткэпс». В MLS дебютировал 17 мая в матче против «Нью-Йорк Ред Буллз». 10 декабря на драфте расширения MLS 2014 Ловиц был выбран клубом «Нью-Йорк Сити», но в тот же день «Торонто» выкупил его обратно за распределительные средства. 3 мая 2016 года был заявлен в фарм-клуб «Торонто II», выступающий в USL. За вторую команду «Торонто» впервые сыграл на следующий день в матче против «Луисвилл Сити». После завершения сезона 2016 «Торонто» не продлил контракт с Ловицем.
28 февраля 2017 года Ловиц присоединился к клубу «Монреаль Импакт», заключив контракт на один год с опцией продления ещё на два. За квебекский клуб дебютировал 4 марта в матче первого тура сезона 2017 против «Сан-Хосе Эртквейкс». 18 августа 2018 года в матче против «Чикаго Файр» забил свой первый гол в MLS.
19 ноября 2019 года Ловиц был обменян в клуб-новичок MLS «Нэшвилл» на $50 тыс. общих распределительных средств, $50 тыс. целевых распределительных средств и место иностранного игрока. 29 февраля 2020 года участвовал в дебютном матче новой франшизы в лиге, соперником в котором был «Атланта Юнайтед». 8 ноября 2020 года в матче против «Орландо Сити» забил свой первый гол за «Нэшвилл».

### Международная карьера
20 декабря 2018 года Ловиц получил вызов в сборную США, в тренировочный лагерь перед товарищескими матчами со сборными Панамы и Коста-Рики. В матче с Панамой, состоявшемся 27 января 2019 года, выйдя в стартовом составе, дебютировал за американскую сборную.
Ловиц был включён в состав сборной США на Золотой кубок КОНКАКАФ 2019.

## Статистика выступлений

### Клубная статистика
| Выступление           | Выступление      | Выступление      | Лига | Лига | Плей-офф | Плей-офф | Кубок | Кубок | ЛЧ КОНКАКАФ | ЛЧ КОНКАКАФ | Итого | Итого |
| Клуб                  | Лига             | Сезон            | Игры | Голы | Игры     | Голы     | Игры  | Голы  | Игры        | Голы        | Игры  | Голы  |
| --------------------- | ---------------- | ---------------- | ---- | ---- | -------- | -------- | ----- | ----- | ----------- | ----------- | ----- | ----- |
| Торонто               | MLS              | 2014             | 18   | 0    | —        | —        | 3     | 0     | —           | —           | 21    | 0     |
| Торонто               | MLS              | 2015             | 11   | 0    | 0        | 0        | 1     | 0     | —           | —           | 12    | 0     |
| Торонто               | MLS              | 2016             | 12   | 0    | 0        | 0        | 2     | 0     | —           | —           | 14    | 0     |
| Торонто               | Итого            | Итого            | 41   | 0    | 0        | 0        | 6     | 0     | —           | —           | 47    | 0     |
| Уилмингтон Хаммерхэдс | USL Pro          | 2014             | 5    | 1    | —        | —        | —     | —     | —           | —           | 5     | 1     |
| Уилмингтон Хаммерхэдс | Итого            | Итого            | 5    | 1    | —        | —        | —     | —     | —           | —           | 5     | 1     |
| Торонто II            | USL              | 2016             | 2    | 0    | —        | —        | —     | —     | —           | —           | 2     | 0     |
| Торонто II            | Итого            | Итого            | 2    | 0    | —        | —        | —     | —     | —           | —           | 2     | 0     |
| Монреаль Импакт       | MLS              | 2017             | 25   | 0    | —        | —        | 3     | 0     | —           | —           | 28    | 0     |
| Монреаль Импакт       | MLS              | 2018             | 31   | 1    | —        | —        | 2     | 0     | —           | —           | 33    | 1     |
| Монреаль Импакт       | MLS              | 2019             | 28   | 0    | —        | —        | 2     | 0     | —           | —           | 30    | 0     |
| Монреаль Импакт       | Итого            | Итого            | 84   | 1    | —        | —        | 7     | 0     | —           | —           | 91    | 1     |
| Нэшвилл               | MLS              | 2020             | 21   | 1    | 3        | 0        | —     | —     | —           | —           | 24    | 1     |
| Нэшвилл               | MLS              | 2021             | 3    | 0    | 0        | 0        | 0     | 0     | —           | —           | 3     | 0     |
| Нэшвилл               | Итого            | Итого            | 24   | 1    | 3        | 0        | 0     | 0     | —           | —           | 27    | 1     |
| Всего за карьеру      | Всего за карьеру | Всего за карьеру | 156  | 3    | 3        | 0        | 13    | 0     | —           | —           | 172   | 3     |

### Международная статистика
| Команда | Год   | Игры | Голы |
| ------- | ----- | ---- | ---- |
| США     |       |      |      |
| 2019    | 13    | 0    |      |
| Всего   | Всего | 13   | 0    |

## Достижения
Командные
 «Торонто»
- Победитель Первенства Канады: 2016

 «Монреаль Импакт»
- Победитель Первенства Канады: 2019